# CPost Pfalz 77
Bei dem CPost Pfalz 77 handelt es sich um zweiachsige kombinierte Abteil- und Postwagen, die unter der Blattnummer 031 in zwei Varianten für die Pfälzischen Eisenbahnen gebaut wurden.

## Beschaffung
Für schwach frequentierte Postkurse wurden als kostengünstige Lösung kombinierte Post- und Personenwagen beschafft. Diese hatten bei den Pfälzischen Eisenbahnen die Gattung CPost. Die Wagen nach Blatt 031 entsprachen in den Abmessungen und dem konstruktiven Aufbau den Abteilwagen nach Blatt 035. Es wurden insgesamt dreizehn Wagen beschafft, neun auf Rechnung der Ludwigsbahn und vier auf Rechnung der Maximiliansbahn.

## Verbleib
Auf Grund des Alters der Wagen ist nicht zu vermuten, dass diese 1920 noch von der Reichsbahn übernommen wurden. Ein genauer Nachweis ist nicht möglich, da die Wagen der ehemaligen Pfälzischen Eisenbahnen im Rahmen der Wagenverzeichnisse nicht gesondert aufgeführt wurden.

## Konstruktive Merkmale

### Untergestell
Der Fahrgestell-Rahmen der Wagen war noch in kombinierter Holz- und Eisenbauweise aufgebaut. So waren die äußeren Längsträger Profileisen, während die Pufferbohlen und alle Querträger aus Holz waren. Die äußeren Längsträger hatte U-Form mit nach außen gerichteten Flanschen. Als Zugeinrichtung hatten die Wagen Schraubenkupplungen, die Zugstange war durchgehend und mittig gefedert. Als Stoßeinrichtung besaßen die Wagen Stangenpuffer mit einer Einbaulänge von 650 mm.

### Laufwerk
Die Wagen hatten genietete Fachwerkachshalter aus Flacheisen der kurzen, geraden Bauform. Gelagert waren die Achsen in geteilten Gleitachslagern. Die Räder hatten Speichenradkörper und einen Raddurchmesser von 1.014 mm. Die lang gestreckte Federung war mit einfachen Laschen in den Federböcken befestigt. Die Bremsen wirkten beidseitig auf alle Räder.

### Wagenkasten
Der Wagenkasten bestand aus einem hölzernen Ständerwerk, die seitlichen Wände waren nach unten leicht eingezogen, die Stirnwände gerade. Das Dach hatte nur eine flache Wölbung. Auf einer Seite war ein hochgesetztes, nur einseitig zugängliches Bremserhaus vor die Stirnwand gesetzt. Der Wagen hatte entweder zwei Abteile – Blatt Nr. 031I – bzw. drei Abteile der 3. Klasse mit je 10 Sitzen. Der Postraum hatte an der Trennwand zum benachbarten Abteil eine Sortieranlage. Die Wagen hatten alle lange, seitliche Laufbretter mit Haltestangen am Wagenkasten.

### Ausstattung
Als Beleuchtung hatten die Wagen zwei Gasleuchten, die in das Dach eingebaut waren. Der zur Versorgung notwendige Druckbehälter mit einem Volumen von bis zu 650 Liter war in Fahrtrichtung unter dem Wagenkasten angebracht.
Die Beheizung erfolgte mit Dampf. Zur Belüftung besaßen die Wagen Kiemenlüfter über den Fenstern und den Abteiltüren.

## Skizzen, Musterblätter, Fotos

Ansicht zu Blatt 31 aus WV von 1913

## Wagennummern
Die Daten sind dem Wagenpark-Verzeichnis der Kgl.Bayer.Staatseisenbahnen – Pfälzisches Netz, aufgestellt nach dem Stande vom 31. März 1913, sowie den Büchern von Emil Konrad (Reisezugwagen der deutschen Länderbahnen, Band II) und  Albert Mühl (Die Pfalzbahn) entnommen.
| Herstelldaten   | Herstelldaten   | Wagennummern je Epoche Gattungszeichen | Wagennummern je Epoche Gattungszeichen | Wagennummern je Epoche Gattungszeichen | Wagennummern je Epoche Gattungszeichen | Wagennummern je Epoche Gattungszeichen | Fahrwerk   | Fahrwerk        | Fahrwerk | Fahrwerk                  | Fahrwerk                  | Fahrwerk                  | Ausstattung               | Ausstattung               | Ausstattung                          | Ausstattung                          | Ausstattung                          | Ausstattung                          | Ausstattung                          | Ausstattung                          | Ausstattung                          | Zusatzinfos      |
| Bau- jahr       | Her- steller    | ab 1876                                | ab 1909                                | Rep. (1919)                            | DR (ab 1923)                           | Ausge- mustert                         | Anz. Achs. | Rad- stand (mm) | LüP (mm) | Unt. Gest.                | LA.                       | Brem- sen                 | Bl.                       | Hz.                       | Art u.Anz. Abteile (Sitze je Klasse) | Art u.Anz. Abteile (Sitze je Klasse) | Art u.Anz. Abteile (Sitze je Klasse) | Art u.Anz. Abteile (Sitze je Klasse) | Art u.Anz. Abteile (Sitze je Klasse) | Art u.Anz. Abteile (Sitze je Klasse) | Art u.Anz. Abteile (Sitze je Klasse) | Bemerkung        |
| --------------- | --------------- | -------------------------------------- | -------------------------------------- | -------------------------------------- | -------------------------------------- | -------------------------------------- | ---------- | --------------- | -------- | ------------------------- | ------------------------- | ------------------------- | ------------------------- | ------------------------- | ------------------------------------ | ------------------------------------ | ------------------------------------ | ------------------------------------ | ------------------------------------ | ------------------------------------ | ------------------------------------ | ---------------- |
| Blatt-Nr. 031I  | Blatt-Nr. 031I  | CP                                     | CPost                                  |                                        | CPost Pfalz 77                         |                                        |            |                 |          | (siehe jeweilige Legende) | (siehe jeweilige Legende) | (siehe jeweilige Legende) | (siehe jeweilige Legende) | (siehe jeweilige Legende) | A                                    | 3.                                   | B                                    | D                                    | G                                    | P                                    | Z                                    | Ludwigsbahn      |
| 1878            |                 | 323-325 327-329                        | 323-325 327-329                        |                                        |                                        |                                        | 2          | 4.868           | 9.350    | E,H                       |                           | Brh; Sbr;                 | G                         | D                         |                                      | 2 (20)                               | 1                                    |                                      | 1                                    |                                      |                                      |                  |
| 1878            |                 | 388                                    | 388                                    |                                        |                                        |                                        | 2          | 4.868           | 9.000    | E,H                       |                           | Brh; Sbr;                 | G                         | D                         |                                      | 2 (20)                               | 1                                    |                                      | 1                                    |                                      |                                      | ohne Bremserhaus |
| Blatt-Nr. 031I  | Blatt-Nr. 031I  | CP                                     | CPost                                  |                                        | CPost Pfalz 77                         |                                        |            |                 |          | (siehe jeweilige Legende) | (siehe jeweilige Legende) | (siehe jeweilige Legende) | (siehe jeweilige Legende) | (siehe jeweilige Legende) | A                                    | 3.                                   | B                                    | D                                    | G                                    | P                                    | Z                                    | Maximiliansbahn  |
| 1877            |                 | 5142-5145                              | 5142-5145                              |                                        |                                        |                                        | 2          | 4.868           | 9.350    | E,H                       |                           | Brh; Sbr;                 | G                         | D                         |                                      | 2 (20)                               | 1                                    |                                      | 1                                    |                                      |                                      |                  |
| Blatt-Nr. 031II | Blatt-Nr. 031II | CP                                     | CPost                                  |                                        | CPost Pfalz 77                         |                                        |            |                 |          | (siehe jeweilige Legende) | (siehe jeweilige Legende) | (siehe jeweilige Legende) | (siehe jeweilige Legende) | (siehe jeweilige Legende) | A                                    | 3.                                   | B                                    | D                                    | G                                    | P                                    | Z                                    | Ludwigsbahn      |
| 1877            |                 | 326, 330                               | 326, 330                               |                                        |                                        |                                        | 2          | 4.868           | 9.350    | E,H                       |                           | Brh; Sbr;                 | G                         | D                         |                                      | 2½ (25)                              | 1                                    |                                      | 1                                    |                                      |                                      |                  |